# Akihabara
Akihabara (japonsky 秋葉原), mezi Tokijčany též známá jako Akiba. je čtvrť v obvodě Čijoda japonského hlavního města Tokia, která patří k jeho hlavním nákupním a turistickým oblastem.
Původně se nazývala Akibagahara (秋葉ヶ原) podle svatyně, vybudované po velkém požáru v roce 1869. V roce 1890 byla uvedena do provozu stejnojmenná železniční stanice, která napomohla rozvoji čtvrti. Po druhé světové válce se oblast stala centrem černého trhu.  Později Akihabara proslula díky bohaté nabídce nejmodernější spotřební elektroniky. Ve 21. století se místo stalo střediskem subkultury otaku a nacházejí se zde četná maid café. V jednom místním divadle vznikla hudební skupina AKB48.
Proběhl zde 8. června 2008 Akihabarský masakr, při kterém duševně vyšinutý útočník zabil sedm lidí.